# Ruth Laredo

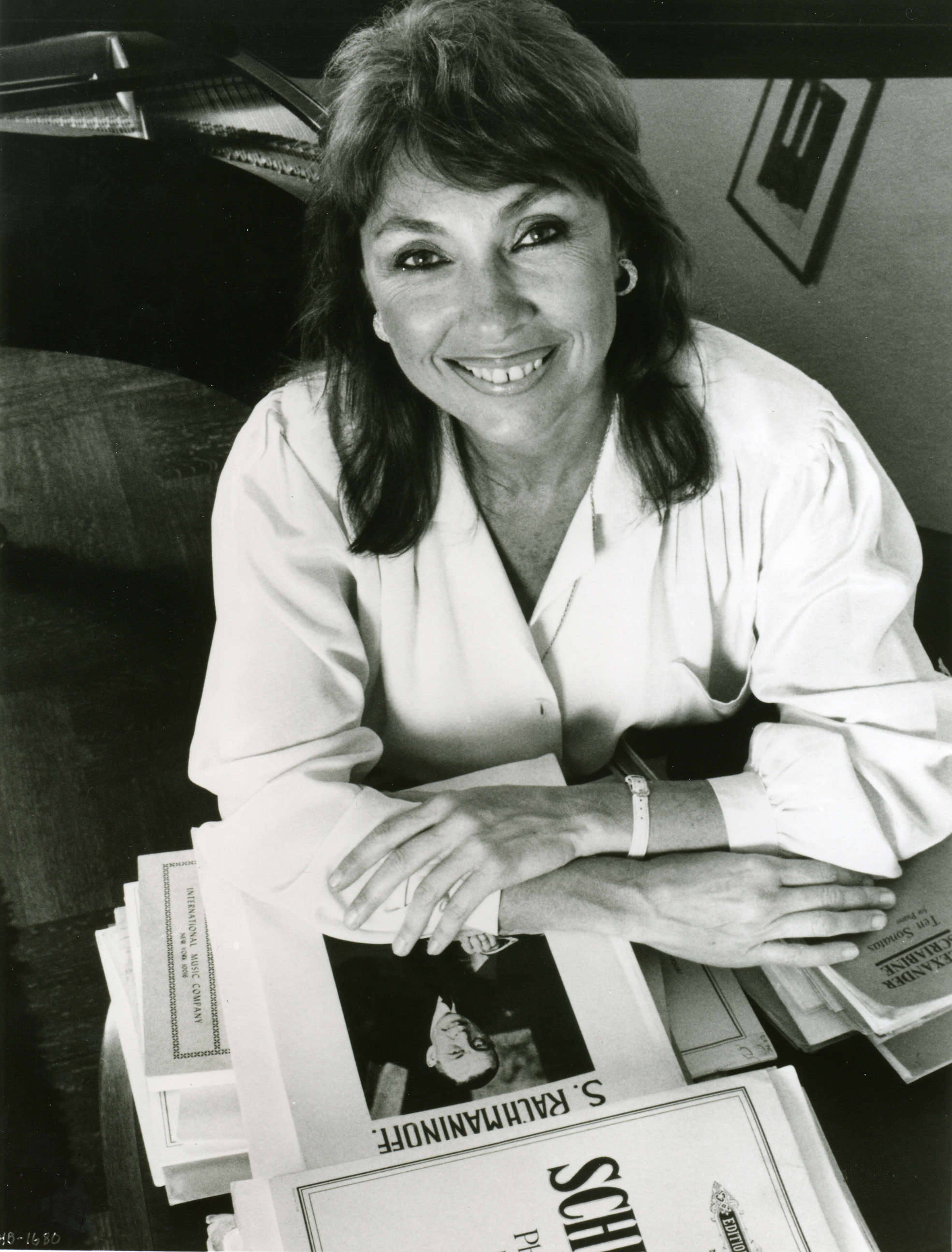
Ruth Laredo, 1990, a Nova York (foto: col·lecció privada Jennifer Laredo Watkins)

Ruth Laredo   (Detroit, 20 de novembre de 1937 - Nova York, 25 de maig de 2005) va ser una pianista clàssica estatunidenca. Va esdevenir famosa en la dècada dels 1970s en particular per la seva primícia de l'enregistrament de les 10 sonates de Skriabin i les obres de piano sol completes de Rakhmàninov, pel seus enregistraments de Ravel i, en els 16 i mig anys abans de la seva mort, per la seva sèrie de "Concerts amb Comentaris" al Museu Metropolità de l'Art. Sovint es parlava d'ella com la “Primera Dama del Piano d'Amèrica”.

## Biografia
Ruth Meckler va néixer el 20 de novembre de 1937 a Detroit, Michigan, la més gran de les dues filles de Miriam Meckler-Horowitz, una mestra de piano, i Ben Meckler, un mestre anglès. Al dos anys ja era capaç de tocar el God Bless America al piano de la seva mare, sense haver rebut classes.:51
A l'edat de vuit anys la seva mare li va dur a un concert de Vladimir Horowitz en el Auditori Maçònic de Detroit. Després del concert Ruth Meckler va jurar que un dia ella esdevindria pianista de concert.:51 Aquell dia Horowitz va tocar Skriabin, i l'aleshores nena va quedar tan fascinada per aquella música que va desenvolupar un passió de per vida per Skriabin i altres compositors russos, incloent Rakhmàninov, contemporani de Skriabin.

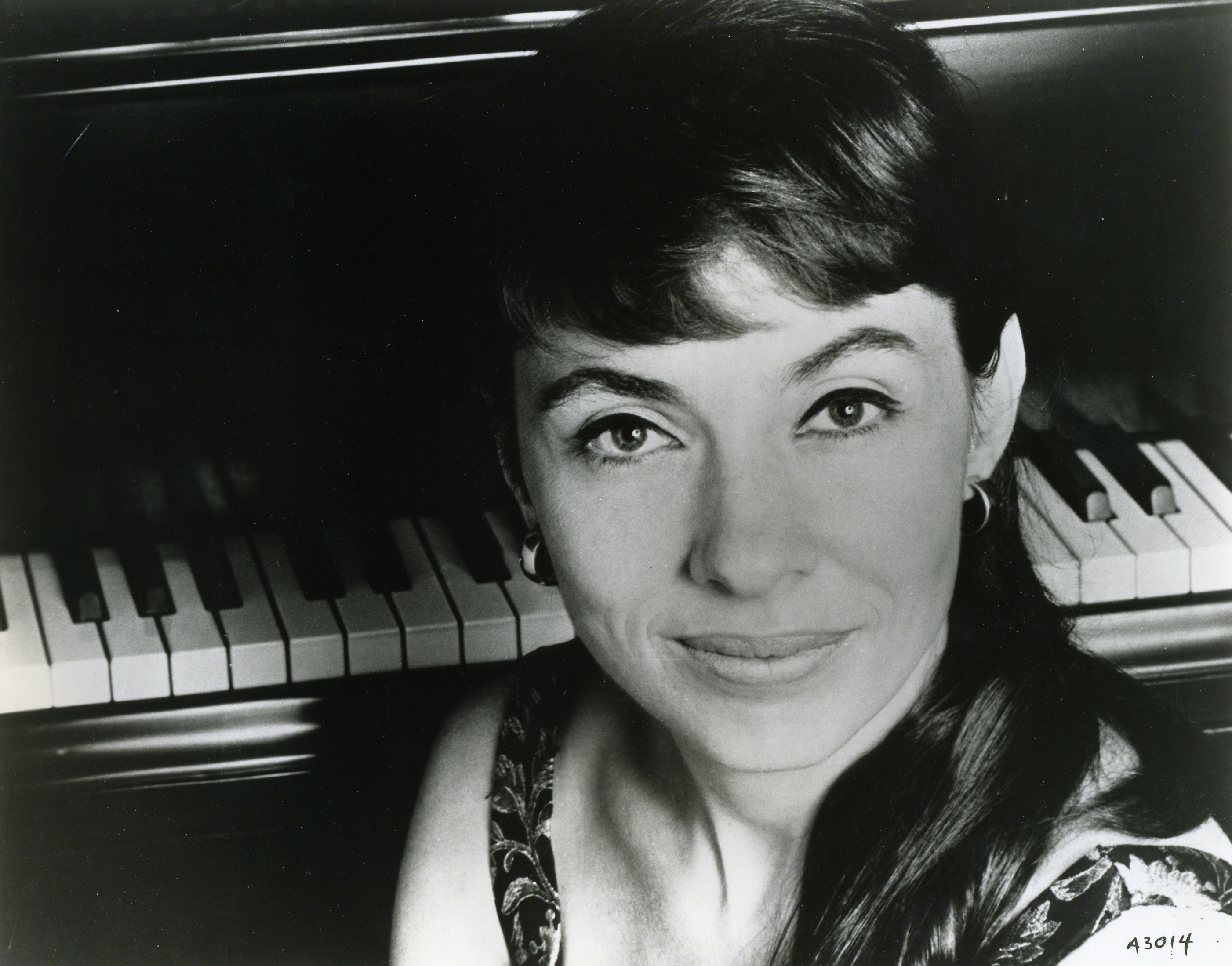
Ruth Laredo, 1970, a Nova York (foto: col·lecció privada Jennifer Laredo Watkins)

El 1960 es va traslladar a Nova York i es va casar amb el violinista bolivià, nacionalitzat estatunidenc, Jaime Laredo, qui era tres i mig més jove que ella. Es van conèixer al Institut Curtis de Música de Filadèlfia, i van actuar junts regularment fins al seu divorci l'any 1974 (algunes publicacions indiquen incorrectament l'any 1976). Van tenir una filla l'any 1969, Jennifer, qui està casada amb Paul Watkins, director principal i director musical de l'Orquestra de Cambra Anglesa. Jennifer Laredo viu a Londres.
Durant l'embaràs i després del naixement de la seva filla, Ruth Laredo va haver de reduir la gira de concerts amb el seu marit. Desitjant enregistrar la música de Skriabin, es va apropar a diverses companyies discogràfiques amb la proposta de enregistrar el complet de les 10 sonates del compositor. Alan Silver de la Connoisser Society va acceptar el risc, tot i que inicialment només amb un únic LP (amb les Sonates No. 5, No. 7 "Missa blanca", No. 9 “Missa negre”, Vuit Estudis Op. 42). Després del notable èxit d'aquest primer enregistrament, la discogràfica va oferir Laredo la possibilitat d'enregistrar les set sonates restants, esdevenint la primera persona en enregistrar les seves sonates al complet. Aquesta fita va marcar el començament de la seva identificació per part del públic com a solista.
Retrospectivament, Laredo explica en el llibre "The Ruth Laredo Becoming a Musician Book" (”El llibre de com Ruth Laredo va esdevenir músic”:60 (publicat el 1992) que allò va ser una forma alternativa de embarcar-se en una carrera en solitari: trobar un repertori verge, alguna cosa que ningú hagués fet abans. El camí més obvi seria el de guanyar concursos, però Laredo mai va tenir èxit en concursos importants, tret de les Audicions Internacionals de Joves Artistes de Concert.
Quant la seva filla ja tenia prou edat Laredo es va preparar per a reprendre la gira amb el seu marit, però en comptes d'això va haver de fer front al desig de divorciar-se del seu marit. El divorci va ser acordat el 1974 i va empènyer Laredo a una crisi personal. Laredo va començar a treballar com a professora a la Universitat Yale i va acceptar la invitació de Thomas Z. Shepard de la discogràfica CBS Masterworks (actualment Sony Classical Records), impressionat pels enregistraments fets per Laredo amb Skriabin, per a enregistrar les obres completes per a piano sol de Serguei Rakhmàninov.:60 Això, segons va dir Laredo, va salvar la seva vida i amb els enregistraments de Rakhmàninov, fets entre el 1974 i el 1979 la seva carrera de solista va quedar definitivament llançada (l'àlbum sortiria a la venda el 1981).:474
Després que els seus enregistraments es convertissin en punts de referència, l'editor de música internacional C. F. Peters va encarregar Ruth Laredo l'edició d'una nova Urtext dels 24 Preludis de Rakhmàninov. Es van publicar el 1981 (Op. 3, No. 2), 1985 (Op. 23) i 1991 (Op. 32). Laredo pensava que moltes de les notes en les edicions comunament utilitzades de Rakhmàninov no eren del compositor; després d'estudiar els manuscrits originals, que es troben a la Biblioteca del Congrés i a l'arxiu de Rakhmàninov a Washington DC, i més tard també al Museu Glinka durant la seva gira per Rússia el 1989, va confirmar les seves sospites. Les seves noves edicions eren molt més properes a les dels manuscrits originals del compositor.:278/279
Laredo va escriure també articles per a les revistes Piano Today i Keyboard Classics, i va conduir programes per a la National Public Radio (NPR), (Performance Today i Morning Edition) i para l'estació radiofònica de música clàssica WQXR (First Hearing i Onstage with Young Concert Artists).

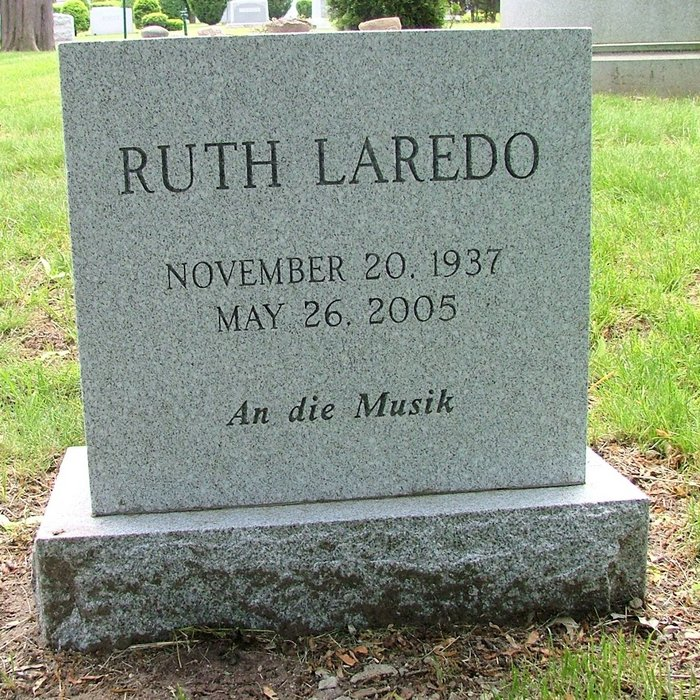
La làpida de Ruth Laredo al Cementeri Kensico, Valhalla, Comtat de Westchester, Nova York, a uns pocs metres de la tomba de Rakhmàninov. La inscripció “An die Musik” es refereix a la cançó de Schubert favorita de Ruth Laredo (foto: Sheryl Shakinovski)

El 2000 Laredo va aparèixer breument a una escena de la pel·lícula Lladres d'estar per casa de Woody Allen. A l'escena la pianista interpreta Rakhmàninov.
Ruth Laredo també era conegut pels seus vestits cridaners que portava a l'escenari (la majoria d'aquests fets per la dissenyadora de vestuari del Lincoln Center, Catalina Heiser), i que sortien en les revistes de moda. Se la podia veure sovint muntant la seva bicicleta o corrent pel Upper West Side de Manhattan, on ella vivia, mentre s'escoltava la música de Phil Collins o del grup de rock Genesis.
Va tenir un fort compromís amb la tradició jueva. En una de les lectures de la sèrie de programes Concerts amb Commentaris sobre Felix Mendelssohn va parlar de la importància i profunditat del seu transfon jueu. La decisió del pare de Mendelssohn, Abraham Mendelssohn, de convertir-se al protestantisme, va dir Laredo, va tenir com a objectiu el garantir l'acceptació del seu fill Felix com a músic en aquella Alemanya.
Ruth Laredo va morir el 25 de maig de 2005 mentre dormia al seu apartament de Manhattan. La causa de la mort va ser un càncer d'ovari, que el va ser diagnosticat quatre anys abans de la seva mort, però que no li va impedir donar concerts. Està enterrada al Cementiri de Kensico, Valhalla, Nova York, a pocs metres de la tomba de Serguei Rakhmàninov, que tan important va ser a la seva vida. Al funeral del 31 de maig de 2005 van tocar dos dels seus col·legues més propers: Wei Li Gang, del Quartet Xangai, i Courtenay Budd, amb qui - juntament amb el Quartet de Corda Sant Petersburg - ella havia donat el seu últim "Concert amb Comentaris", el 6 de maig del 2005.
El 18 de maig de 2006 la seva filla Jennifer va organitzar un concert commemoratiu a l'Auditori Grace Rainey Rogers del Museu Metropolità d'Art de Nova York. Els participants van ser el Quartet Guarneri (amb Paul Watkins, el marit de Jennifer Laredo), Courtenay Budd, Nicolas Kendall, Pei Yao Wang, Edmund Battersby i James Tocco, així com Susan Wadsworth, directora dels Concerts de Joves Artistes, i la flautista Paula Robison. Courtenay Budd va cantar la cançó favorita de Ruth Laredo, An die Musik de Franz Schubert, el títol que Jennifer Laredo Watkins va escollir per a la inscripció de la làpida de la seva mare.
El 2007, el Premi Memorial Ruth Laredo del Audicions Internacionals de Joves Artistes de Concert va ser dotat amb les contribucions dels amics de la família i dels admiradors de Ruth Laredo de tot el món. Ella mateixa havia guanyat el premi en 1962 i més tard va ser membre freqüent i devota del jurat de les audicions. Els guanyadors del Premi Memorial fins al moment són: Benjamin Moser, Alemanya, pianista; Bella Hristova, Bulgària, violinista; Charlie Albright, EUA, pianista, i George Li, EUA, pianista).

## Formació

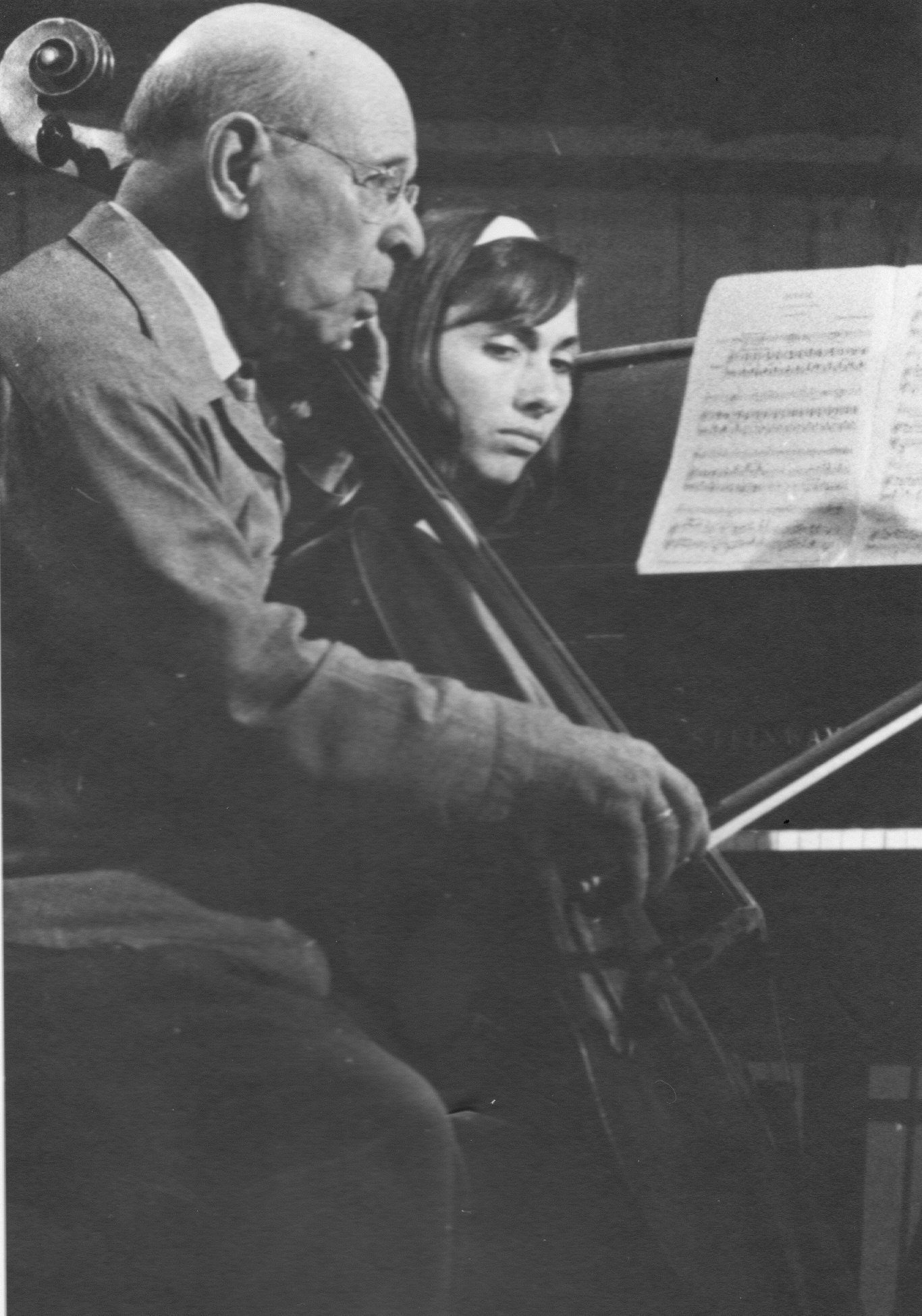
Ruth Laredo, 1963, en Marlboro, Vermont, estudiant amb Pau Casals (foto: col·lecció privada Jennifer Laredo Watkins)

La mare de Ruth Laredo, Miriam Meckler, professora de piano principalment de nens, va ser la primera professora de Ruth. Quan va arribar el moment de donar-li una formació més formal, el 1947, la van enviar a rebre classes d'Edward Bredshall. Bredshall havia estudiat amb Nadia Boulanger a París i va ser conegut pels seus mètodes eficaços d'ensenyament. Va estudiar amb ell quatre anys, i ell la va introduir a la música de compositors russos com ara Prokófiev, Stravinsky i Kabalevski.:469
La seva preferència per la música russa va fer que Ruth s'interès per les classes d'un rus emigrat, Mischa Kottler, qui també era el professor de la pianista i cantant Muriel Elizabeth Charbonneau i més tard del saxofonista i compositor Rick Margitza i del pianista de jazz Ray Cooke.
De 1951 a 1955 Ruth va assistir a l'escola secundària Mumford a Detroit. Després de la seva graduació en 1955 va començar els seus estudis amb Rudolf Serkin en el Institut Curtis de Música de Filadèlfia. Van ser el violinista Berl Senofsky i el pianista Seymour Lipkin quins van presentar Ruth Laredo a Serkin en 1954. Serkin li va dir a la seva audició a Marlboro (Vermont): "Puc veure que vostè toca com un tigre!" Serkin va acceptar-la com un dels seus únics quatre deixebles.:471
Rudolf Serkin, un alumne d'Arnold Schönberg i un artista de notable reputació en tot el món, era conegut per la seva completa dedicació a la música, i la seva fidelitat al compositor. Inicialment a Serkin no li va agradar la passió de Laredo per la música dels compositors russos; els gustos de Serkin anaven més en a la línia dels compositor de l'Europa Central, Mozart-Beethoven-Schubert-Brahms. Tot i això, Ruth Laredo seria coneguda més tard pels seus enregistraments i actuacions de Skriabin i Rakhmàninov.
Ruth Laredo va passar molts estius a l'Escola de Música i Festival de Marlboro, a prop de Brattleboro, Vermont, que havia estat fundada el 1950 per Rudolf Serkin i Adolf Busch (llavors anomenada simplement Escola de Música). Allà va continuar els seus estudis amb Serkin i va ser preparada per a la música de cambra pel violoncel·lista Pau Casals. Entre els seus companys van ser Murray Perahia, Richard Goode (actualment director artístic del festival, juntament amb Mitsuko Uchida), Emanuel Ax i Yo-Yo Ma. Al final de cada temporada de festivals, l'obra final tradicional de clausura era la Fantasia Coral Op. 80 de Beethoven, amb Rudolf Serkin com a solista i tota la comunitat de Marlboro en el cor.
Ruth Laredo es va graduar el 1960 amb un diploma de l'Institut Curtis de Música i el grau de Batxillerat de Música de la Universitat de Pennsilvània.:471 La seva graduació va tenir lloc en una celebració del cinquantè aniversari del compositor americà Samuel Barber. Per pura coincidència ella havia preparat la Sonata en Mi bemol menor Op. 26 de Barber pel seu recital de graduació. Barber era entre els assistents i després del concert la va felicitar cálidament, i va escriure en la seva còpia de la partitura de la Sonata: “Brava, bravissima.”:278

## Ensenyant
Ruth Laredo va ser triada pel pedagog de violí Ivan Galamian i el violoncel·lista Leonard Rose per a ser la pianista acompanyant dels seus estudiants a l'Institut Curtis de Música i al Festival de Música d'Estiu de l'Escola de Música Meadowmount de Elizabethtown, Nova York. Entre els estudiants eren Arnold Steinhardt, Michael Tree, Pinchas Zukerman i Itzhak Perlman.
Ruth Laredo va ser membre de les facultats de les següents institucions: Universitat Yale, de New Haven, de Connecticut, Institut de Música Curtis, Filadèlfia, i Escola de Música de Manhattan, Nova York. Va donar classes magistrals en elles i a l'Escola de Música Eastman (Universitat de Rochester), a la Universitat Bloomington d'Indiana, al Conservatori de Música Nova Anglaterra de Boston, a l'Acadèmia de Música de l'Oest de Santa Barbara (Califòrnia), i a la Universitat de Princeton. Durant algun temps va ocupar la Wiley Housewright Eminent Scholar Chair de la Universitat de l'Estat de Florida, Tallahassee.:72 Entre els seus estudiants va tenir el compositor i pianista nord-americà Curt Cacioppo, Michael Kimmelman, principal crític d'art del New York Times, el pianista txec Adam Skoumal i el pianista suís Oliver Schnyder.
Laredo va fer de membre de jurat per diversos concursos, entre ells a les Audicions Internacionals de Joves Artistes de Concert, el concurs de la Fundació Naumbrug, el concurs de la revista Seventeen Magazine, el Concurs de la Ciutat de la Nova York, el Concurs Internacional de Piano William Kapell, de Maryland. A finals del 2004 va ser membre de jurat del Concurs Internacional de Piano de Minneapolis-St.Paul, Minnesota. “No teníem ni idea que fos malalta,” va dir el director del concurs, i pianista, Alexander Braginsky al Star Tribune de Minneapolis després que la mort de Laredo.”

## Concerts
Ruth Laredo va aparèixer en escena quan era petita en el Club de Música de l'Àrea Metropolitana de Detroit. Als 11 anys va donar el seu primer recital en l'Institut d'Arts de Detroit (entre les peces que va interpretar va tocar el primer moviment del Concert de Piano No.2 de Beethoven, amb el seu mestre Edward Bredshall tocant a un altre piano la part), i el seu primer concert amb l'Orquestra Simfònica de Detroit, sota la direcció de Karl Krueger, tocant el segon i tercer moviments del mateix concert.

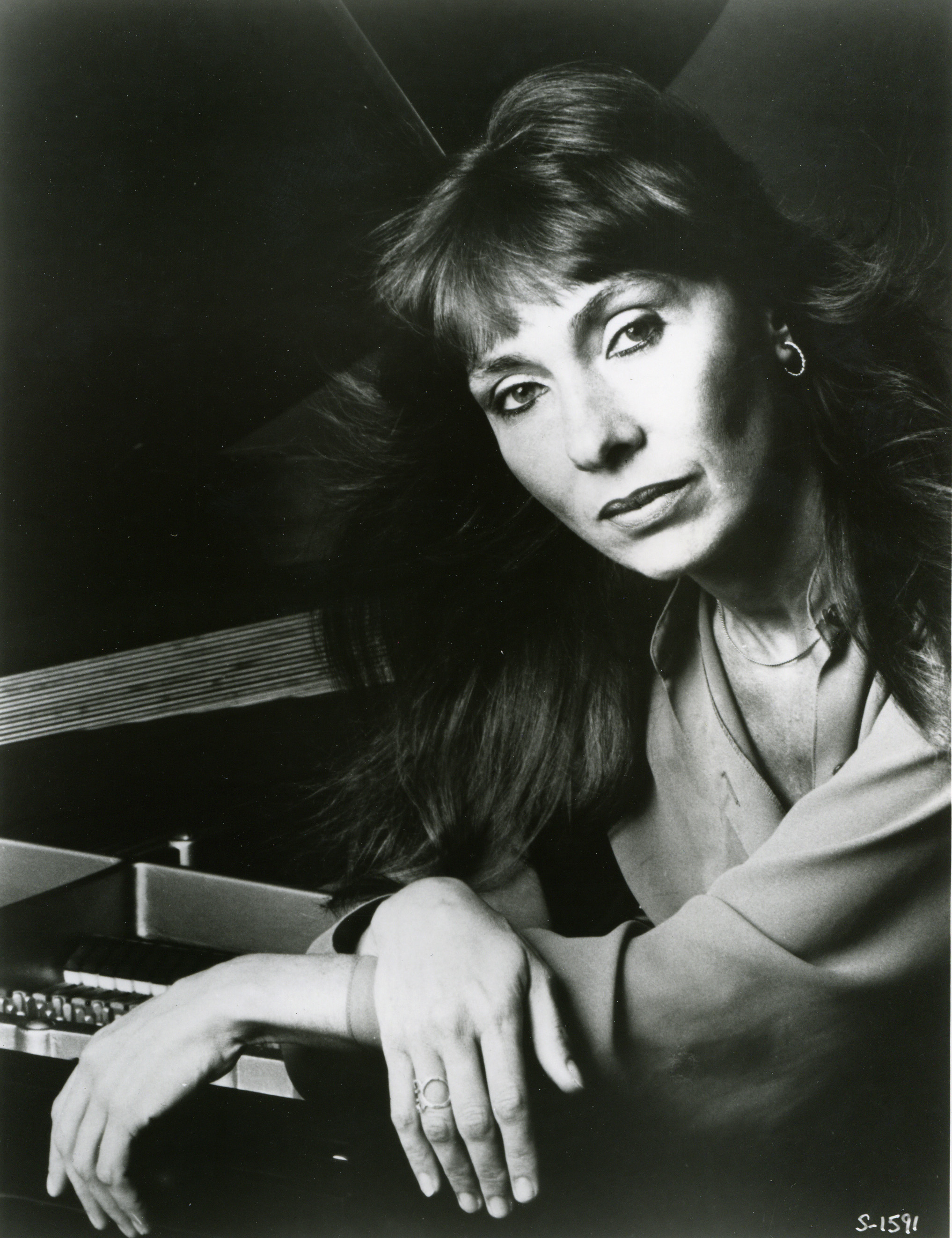
Ruth Laredo, 1995 a un “Concert amb Comentaris”, una sèrie al Museu Metropolità d'Art de Nova York. La sèrie va ser una creació de Ruth Laredo, amb concerts entre 1988 i poc abans de morir, el 2005, amb com a mínim tres concerts per any (foto: col·lecció privada Jennifer Laredo Watkins)

Ruth Laredo va dedicar molt de temps durant la seva primera dècada de carrera acompanyant al piano al seu marit, Jaime Laredo. Alhora va intentar fer-se un nom com a solista i el 1962 va fer el seu debut orquestral al Carnegie Hall amb l'Orquestra Simfònica Americana conduïda per Leopold Stokowski. Malauradament el seu debut va atreure poca atenció.:113
Va ser membre fundadora dels Concerts de Música de Marlboro i el 1965 va participar en la seva primera gira, la qual va incloure una visita a Israel on va tocar el Concert per a 3 pianos en Re menor BWV 1063 de Johann Sebastian amb Rudolf i Peter Serkin. Va participar en el primer Concert de Música de Marlboro, “Isaac Stern i Amics”, al Carnegie Hall de Nova York.
La seva carrera de solista va tenir un important impuls el 1974, amb motiu del seu debut al Avery Fisher Hall (actualment David Geffen Hall) del Lincoln Center de Nova York. La seva interpretació del Concert per a Piano en Sol de Maurice Ravel amb la Filharmònica de Nova York, dirigida per Pierre Boulez, va rebre unes excel·lents i entusiàstiques crítiques. El 1976 el Concert de Joves Artistes va presentar el seu recital de debut de com a solista a la Sala Alice Tully del Lincoln Center, amb peces de Beethoven, Skriabin, Rakhmàninov i Ravel, de qui “La Valse” esdevindria la seva peça identificativa. Com a propina d'aquest concert va interpretar el Segon Preludi per a Piano de George Gershwin. L'any 1981 va fer el seu recital de debut com a solista al Carnegie Hall amb un programa amb el títol “Homenatge a Rakhmàninov”, interpretant obres de Chopin, Beethoven i Skriabin.
El 1988 Ruth Laredo va participar en la celebració del 135è aniversari del primer piano Steinway, i el 500.000è piano fabricat per aquella empresa. El concert, organitzat pel pianista Van Cliburn, va presentar 27 pianistes de renom, incloent-hi Alfred Brendel, Shura Cherkassky, Murray Perahia, Rudolf Serkin i Alexis Weissenberg. Laredo va tocar el Preludi Op. 32, No. 5 de Rakhmàninov i Coquette del Carnaval Op.9 de Robert Schumann.
A més de les ciutats de Nova York i de Detroit, Laredo va actuar a Washington DC (al Kennedy Center, a la Biblioteca del Congrés, el 1966 a la Casa Blanca per al president Lyndon B. Johnson, juntament amb el seu llavors marit Jaime Laredo), a Boston, Buffalo, Chicago, Cleveland, Houston, Indianapolis, Maryland, Nashville, Filadèlfia, San Francisco, Santa Bàrbara i Toronto, en nombrosos festivals, entre ells el Festival Amadeus/Festival de les Nits d'Estiu a Nova Jersey, el Festival i Escola de Música d'Aspen, Colorado, el Festival de Música de Cambra Bridgehampton, Nova York, el Festival Internacional de Música Caramoor a Katonah, Nova York, el Festival de Música de l'Est a Greensboro, Carolina del Nord, el Festival de Concerts Maverick de Hurley, Nova York, el Festival Spoleto EUA de Charleston, Carolina del Sud, el grans Festival de Música de Cambra dels Grans Llacs de Detroit, el Festival de Música de Cambra d'Estiu de Música de la Muntanya a Falls Village, Connecticut, i el Festival Casals de San Juan de Puerto Rico. Va fer gires la temporada 1976-1977 per Europa (Països Baixos, Alemanya) i el Japó, i el 1979 al Japó i a Hong Kong.:112 Particularment notable va ser la seva gira el 1989 a Rússia (llavors RSFSR), a Moscou, Sant Petersburg (aleshores Leningrad) i Ucraïna (llavors RSSU) a Odessa. Per un estatunidenc el fet d'anar a Rússia a interpretar la música de compositors russos – en la mateixa sala del Conservatori de Moscou on Rakhmàninov havia tocat – era una fet extraordinàri. Però Laredo va gaudir d'una benvinguda molt càlida per l'audiència i les entrades als seus concerts es van exhaurir. Al Museu Glinka de Moscou va tenir l'oportunitat de consultar els manuscrits originals de Rakhmàninov.
A més de la Filharmònica de Nova York, Detroit i l'Orquestra Simfònica Americana, Ruth Laredo van tocar entre d'altres, amb la Filadèlfia, la Cleveland i l'Orquestra de Compositors Americana, la Baltimore, Beaumont, Boston, Greenwich, Houston, Indianapolis, Júpiter, Madison, Nacional, Nova Jersey, St. Louis i l'Orquestra Simfònica de les Terres Altes, Buffalo i l'Orquestra Filharmònica de Varsòvia sota la direcció de Kazimierz Kord, amb el qual el 1993 es va presentar a Varsòvia, en un Concert del Dia de les Nacions Unides, que va ser transmès per les estacions de televisió a tot Europa, i després va fer una gira amb l'orquestra pels EUA culminant en un concert al Carnegie Hall amb el Concert per a Piano No.1 de Rakhmàninov.
En la temporada 1988-1989 va començar la seva sèrie de "Concerts amb Comentaris” (el primer es va titular “Parlant de Música”) a l'Auditori Grace Rainey Rogers del Museu d'Art Metropolità de Nova York. La sèrie va funcionar al llarg de 17 temporades, fins al 6 de maig de 2005, poc abans de la seva mort. Els programes van esdevenir molt populars i per aquest motiu també els va dur a d'altres ciutats dels EUA.
Les sèries van incloure obres de Brahms, Chopin, Dvořák, Fauré, Franck, Rakhmàninov, Ravel, Clara i Robert Schumann, Skriabin i Txaikovski, prorgames als que ella parlava abans de les interpretacions. El darrer concert final va ser el tercer d'una sèrie amb el títol “L'Esperit Rus” amb música de Txaikovski, Rakhmàninov, Skriabin i Xostakóvich.

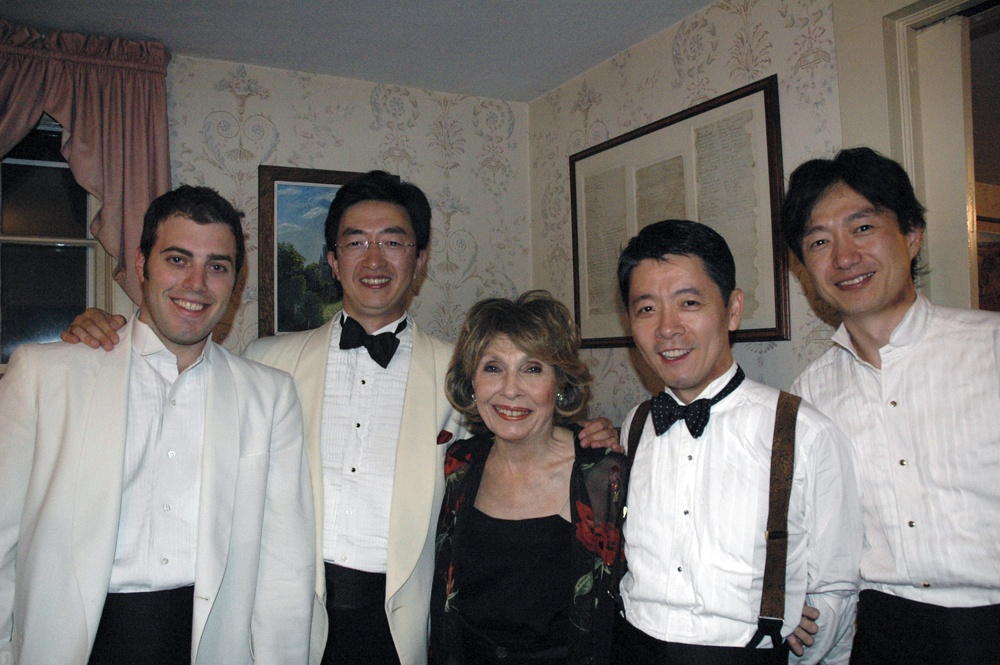
Ruth Laredo, 2004, en Nantucket, Massachusetts, amb el Quartet de Xangai, que va la va anomenar el seu cinquè membre (Foto: Yi-Wen Jiang)

El 13 de setembre de 2001, només dos dies després dels atacs terroristes contra el World Trade Center de la ciutat de Nova York, Ruth Laredo va celebrar el 25è aniversari del seu debut al Alice Tully Hall amb un recital que era alhora el concert d'obertura de la temporada del Lincoln Center de 2001. Abans del concert, va explicar a l'audiència per què no s'havia cancel·lat l'esdeveniment: “Era important per a mi el poder tocar. La bona música ens dona el suport espiritual i ens dona l'esperança. És en aquest esperit que tocaré aquesta nit”. El programa va ser similar al del seu debut el 1976, amb obres de Robert Schumann, Beethoven, Skriabin, Rakhmàninov i Ravel, amb el Vals Op. 69, No. 1 de Chopin com a propina.
El setembre 2004 Laredo va ser convidada pel ministeri rus de cultura a participar en el Festival Internacional Rimski-Kórsakov del Conservatori Estatal de Sant Petersburg. En aquest esdeveniment, dedicat al 200è aniversari del compositor rus Mikhaïl Glinka, va tocar música de cambra així com recitals com a solista, i va donar una classes magistrals per a estudiants russos.
Va destacar pel seu fort compromís amb la música de cambra i deia que els solistes necessiten particularment aquesta experiència com a preparació per a concerts amb grans orquestres. "La manca d'aquesta experiència és evident quan un solista toca com si l'orquestra fos un mer acompanyament," va dir Laredo.:55 Va col·laborat freqüentment amb el Xangai Quartet (regularment al Festival de Música de la Muntanya), i entre d'altres amb els conjunts de cambra American, Budapest, Emerson, Manhattan, Muir, St. Lawrence, Sant Petersburg, Veronika i el Vermeer, amb la Chappaqua, Manhattan Chamber, Orpheus Chamber i Saint Pau Chamber Orquestra, amb la Philharmonia Virtuosi, la Sea Cliff Chamber Players i l'Orquestra de St. Luke. Va aparèixer amb el Quartet Guarneri i el Tokyo String Quartet al Lincoln Center en la sèrie Grans Intèrprets. Ella va ajudar els Tokyo String Quartet diverses vegades quan un membre del quartet va estar malalt, transformant el grup temporalment en un quartet de piano. Des del seu primer concert conjunt amb la flautista Paula Robison el 1980 a la Sala Alice Tully, va anar de gira cada temporada amb ella formant el duo “Paula i Ruth”.
Ruth Laredo va interpretar també música contemporània, principalment en el començament de la seva carrera a Marlboro. Pau Casals – a qui no li agradava la música d emés enllà de l'era de Brahms – va desaprovar aquelles interpretacions. Així s'estimava quedar-se a casa quan Leon Kirchner anava a Marlboro per una actuació.:277 En la temporada 1983-1984 va tocar l'estrena mundial d'unra obra de Peter Martins titulada Vals amb el Ballet de la Ciutat de Nova York.:275 El1989 va tocar les Variacions a Dotze Tons per a Piano i Orquestra de Wallingford Riegger al Carnegie Hall, amb l'Orquestra de Compositors Americana sota la direcció de Paul Lustig Dunkel. El seu repertori va incloure també obres de Franz Liszt, Arnold Schönberg, Béla Bartók, Anton Webern i Alban Berg.
El 1994 Laredo va tocar amb la pianista de jazz Marian McPartland i des de 1996 amb ella i Dick Hyman als programes anomenats Three Piano Crossover.
En els darrers anys de la seva vida la seva carrera com a solista amb orquestres va decaure, però ella es mostrava satisfeta amb la barreja de recitals i concerts de cambra.
Laredo va criticar com a "preocupant" la tendència d'augmentar als EUA l'enregistrament de concerts en directe per a la seva posterior difusió. Ella preferia el mètode europeu d'enregistrar la música en estudis radiofònics per a una posterior emissió.

## Enregistraments
El 1967 Ruth Laredo va enregistrar un àlbum molt ben rebut de música per a piano del compositor francès Maurice Ravel, famós per una música plena de reptes interpretatius.
El 1970 Laredo va fer els seus primers enregistraments famosos de les 10 sonates de Skriabin, en tres LPs per a Connoisseur Society (reeditat el 1984 per Nonesuch Records en una caixa de tres LPs i el 1996 en un doble CD). Va fer els enregistraments en la capella de St Paul de la Universitat de Colúmbia, Nova York, en un piano Grand Piano Baldwin SD-10. Ela LPs amb la música de Skriabin van sortir públicament en un període al qual hi havia poca música de Skriabin disponible, i els enregistraments de Laredo van portar a la seva creixent popularitat als EUA. "Jo era com una mena de creuat per la seva música", va dir Laredo.:112
De 1974 a 1981 va continuar els enregistraments de l'obra completa per a piano solo de Rakmàninov en set LPs per a la CBS Masterworks (reeditats el 1993 per Sony Classical en cinc CDs), un projecte que cap pianista mai abans hi havia gosat emprendre (al mateix temps que el pianista alemany-estatunidenc Michael Ponti, qui també enregistrava les obres de Skriabin i Rakhmàninov). En aquest moments ella era una raresa relativa com a solista femenina, sobretot en les obres de gran exigència tècnica i muscular de Rakhmàninov. Només hi havia algunes més que ho fessin - Gina Bachauer, Myra Hess i més tard Alícia de Larrocha, per exemple. El New York Daily News la va batejar com a "Primera Dama del Piano d'Amèrica", una denominació que posteriorment va ser utilitzada per molts d'altres. A Laredo inicialment no li agradava allò perquè li semblava sexista: volia ser conegut com a pianista, no com a "dona pianista". Més tard va canviar d'opinió i va fins i tot a fer-ho servir ella mateixa per a la seva pàgina web i el seu llibre.
Les preparacions pels enregistrament de les obres completes de Rakhmàninov per a piano del solo van ser molt esgotadores. Laredo va dir que ara entenia el perquè algunes de les peces mai havien estat tocades per ningú: senzillament perquè eren molt dures. Rakhmàninov, qui tenia unes mans molt grans, hi havia compost moltes de les seves obres per ell mateix, incloent-hi intervals per a una mà d'onze tecles.
Ruth Laredo també va gravar més de 20 discos amb obres d'altres compositors, entre ells Isaac Albéniz, Bach, Beethoven, Lili Boulanger, Brahms, Chopin, Falla, Debussy, Khatxaturian, Fauré, Mozart, Poulenc, Ravel, Clara i Robert Schumann i Txaikovski, així com dels compositors americans Barber, Aaron Copland, Ives, Laderman, Kirchner, Rorem i Siegmeister. Especialment aclamat va ser l'enregistrament amb James Tocco de La consagració de la primavera de Stravinski en la versió per a dos pianos de Gasparo Records.
Laredo va fer els seus darrers enregistraments el 1999 amb el Quartet de Xangai per Arabesque Records (quartets de piano de Brahms) i al Festival de Música de Cambra dels Grans Llacs amb el violinista Philip Setzer per a Newport Classic. Ambdós CDs va ser publicats l'any 2000.
Probablement el darrer programa radiofònic va ser amb la pianista de jazz, el 19 de febrer de 2004.

## Premis i reconeixements
- Guanyadora del concurs escolar Gabrilowitsch (1948/49)
- Guanyadora de les Audicions Internacional de Joves Artistes de Concert (1962)
- Year's Best Recording Award de les revistes Stereo Review i Saturday Review (Ravel: Gaspard de la Nuit, Valses Nobles et Sentimentales, La Valse; 1968)
- Year's Best Recording Award de Saturday Review i High Fidelity (Skriabin: Sonates Completes, Vol. 1; 1970)
- Best of the Month de Stereo Review (Skriabin: Sonates Completes, Vol. 1; 1970)
- Musician of the Month de High Fidelity/Musical America (1974)
- Nominació pels Premi Grammy de 1976 (Ravel: Trio for Violin, Cello and Piano, with Jaime Laredo and Jeffrey Solow)
- Best of the Month de Stereo Review (Rakhmàninov, Obres Completes per a Piano Solo, Vol. 5; 1979)
- Best Keyboard Artist Award del Record World Magazine (Rakhmàninov, Obres Completes per a Piano Solo, Vol. 5; 1979)
- Nominació pels Premi Grammy de 1981 (Rakhmàninov, Obres Completes per a Piano Solo, Vol. 7)
- Seleccionada com un dels 5 pianistes de la celebració del 90è aniversari del Carnegie Hall (1981)
- Nominació pels Premi Grammy de 1983 (Barber: Sonata per a Piano, Op. 26, Souvenirs, Op. 28, Nocturne, Op. 33)
- Membre Honorari del Sigma Alpha Iota International Music Fraternity (1983)
- Distinguished Service to Music in America Award del Music Teachers National Association (1989)
- Music in Humanity Award al Festival de Música de Mount Gretna, Pennsylvania (1994)
- Best of the Year de la Audiophile Audition Magazine (segona nova edició de les Sonates de Skriabin; 1997)

## Discografia
- Mozart/Bach. Music from Marlboro; Mozart: Concerto in E-flat for two Pianos (Rudolf Serkin, Peter Serkin); Bach: Concerto in C major for three Pianos (Mieczyslaw Horszowski, Peter Serkin, Rudolf Serkin), Concerto in D minor for three Pianos (Rudolf Serkin, Mieczyslaw Horszowski, Ruth Laredo); Marlboro Festival Orchestra (Alexander Schneider). LP, CBS Masterworks ML 6247, 1964
- Bach. Brandenburg Concerto No. 1, BWV 1046: Members of the Marlboro Festival and Myron Bloom, Robert Johnson (horns), John Mack, Ronald Richards, Peter Christ (oboes), Donald MacCourt (bassoon), Alexander Schneider (violin); Brandenburg Concerto No. 2, BWV 1047: Members of the Marlboro Festival and Robert Nagel (trumpet), Ørnulf Gulbransen (flute), John Mack (oboe); Alexander Schneider (violin); Brandenburg Concerto No. 3, BWV 1048; Orchestral Suite No. 1, BWV 1066: Members of the Marlboro Festival and John Mack, Joseph Turner (oboes), Joyce Kelley (bassoon), Ruth Laredo (piano); Marlboro Festival Orchestra: Pablo Casals. CD, Sony Classical SMK 46253, 1990; recorded 1964 (Brandenburg Concertos 1 and 3), 1965 (Brandenburg Concerto 2) and 1966 (Orchestral Suite)
- Bach. Brandenburg Concerto No. 4, BWV 1049: Members of the Marlboro Festival and Alexander Schneider (violin), Ørnulf Gulbransen, Nancy Dalley (flutes), Rudolf Serkin (piano); Brandenburg Concerto No. 5, BWV 1050: Members of the Marlboro Festival and Ørnulf Gulbransen (flute), Alexander Schneider (violin), Rudolf Serkin (piano); Brandenburg Concerto No. 6, BWV 1051: Members of the Marlboro Festival and Peter Serkin (continuo); Orchestral Suite No. 4, BWV 1069: Members of the Marlboro Festival and Henry Nowak, Wilmer Wise, Louis Opalesky (trumpets), John Mack, Joseph Turner, Patricia Grignet (oboes), Joyce Kelley (bassoon), John Wyre (timpani), Ruth Laredo (piano); Marlboro Festival Orchestra: Pablo Casals. CD, Sony Classical SMK 46254, 1990; recorded 1964 (Brandenburg Concertos) and 1966 (Orchestral Suite)
- Bach. Goldberg Variations, BWV 1087: Members of the Marlboro Festival and Rudolf Serkin (piano); Orchestral Suite No. 2, BWV 1067: Members of the Marlboro Festival and Ornulf Gulbransen (flute), Ruth Laredo (continuo); Orchestral Suite No. 3, BWV 1068: Members of the Marlboro Festival and Henry Nowak, Wilmer Wise, Louis Opalesky (trumpets), John Mack, Patricia Grignet (oboes), John Wyre (timpani), Ruth Laredo (continuo); Marlboro Festival Orchestra: Pablo Casals. CD, Sony Classical SMK 45892, 1990; recorded 1976 (Goldberg Variations) and 1966 (Orchestral Suites)
- Ravel. Gaspard de la Nuit, Valses Nobles et Sentimentales, La Valse. LP, Connoisseur Society CS-2005, 1968
- Scriabin. The Complete Piano Sonatas, Sonata No. 1, Op. 6; Etude, Op. 2, No. 1; Sonata No. 2, Op. 19; Eight Etudes, Op. 42; Sonata No. 3, Op. 23; Sonata No. 4, Op. 30; Sonata No. 5, Op. 53; Sonata No. 6, Op. 62; Désir, Op. 57, No. 1; Caresse dansée, Op. 57, No. 2; Sonata No. 7, Op. 64; Sonata No. 8, Op. 66; Sonata No. 9, Op. 68; Sonata No. 10, Op. 70; Vers la Flamme, Op. 72. 2 CDs, Nonesuch 5973035-2, 1996 (new edition of 3 LPs Connoisseur Society CS-2032/CS-2034/CS-2035, 1970/Nonesuch 73035, 1984)
- Robert Schumann. Music for piano and violin; Ruth Laredo (piano), Jaime Laredo (violin); Sonata No. 1, Op. 105; Sonata No. 2, Op. 121; Intermezzo from F.A.E. Sonata. LP, Desto DC 6442, 1979; recorded 1970
- Laderman/Siegmeister. Ezra Laderman: Duo for Violin and Piano; Elie Siegmeister: Sonata No. 2; Jaime Laredo (violin), Ruth Laredo (piano). LP, Desto DC 7125, 1971
- Skriabin. 24 Preludes, Op. 11 (incl. No. 9 and No. 10); 5 Preludes, Op. 74 (incl. No. 2); Poem, Op. 32, No. 1. CD, Phoenix USA PHCD 114, 1990 (new edition of LP Desto DC 7145, 1972)

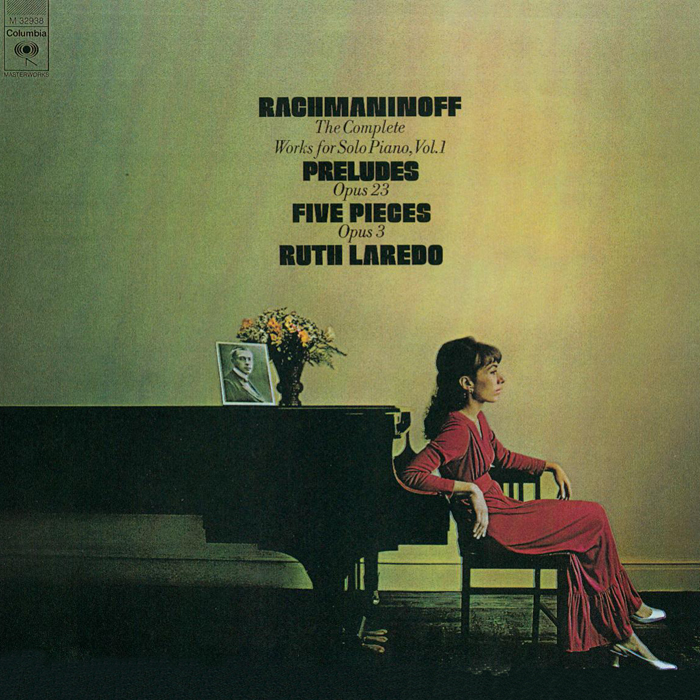
El primer dels set LPs de les Obres Completes per a Piano de Rakhmàninov, 1974 (Foto: Sony Music Entertainment)

- Rorem/Kirchner. Ned Rorem: Day Music, Leon Kirchner: Sonata concertante; Jaime Loredo (violin), Ruth Laredo (piano). LP, Desto DC 7151, 1973
- Rorem. Day Music: Jaime Laredo (violin), Ruth Laredo (piano); Night Music: Earl Carlyss (violin), Ann Schein (piano). CD, Phoenix USA PHCD123, 1991 (Day Music previously published on LP Desto DC 7151, 1973; Night Music on LP Desto DC 7174, 1974)
- Skriabin. Greatest Hits; Morton Estrin/Ruth Laredo; Ruth Laredo plays Etude, Op. 2, No. 1; Sonata No. 4, Op. 30; Etudes, Op. 42, No. 3 and No. 4; Vers la Flamme, Op. 72; Sonata No. 5, Op. 53. LP, Connoisseur Society CS-2046, 1973
- Ravel. Music from Marlboro, The Marlboro Music Festival, Rudolf Serkin (director); Trio for Violin, Cello and Piano: Jaime Laredo (violin), Ruth Laredo (piano), Jeffrey Solow (cello); Sonata for Violin and Cello: Jaime Laredo (violin), Leslie Parnas (cello). LP, CBS Masterworks M 33529, 1973
- Kirchner/Copland/Ives/Lees. Music for Violin and Piano; Leon Kirchner: Sonata Concertante (Jaime Laredo, violin; Ruth Laredo, piano); Aaron Copland: Sonata for Violin and Piano (Jaime Laredo, violin; Ann Schein, piano); Charles Ives: Sonata No. 4 for Violin and Piano (Jaime Laredo, violin; Ann Schein, piano); Benjamin Lees: Sonata No. 2 (1973; Rafael Druian, violin; Ilse von Alpenheim, piano). CD, Phoenix USA PHCD 136, 1997 (Kirchner previously published on LP Desto DC 7151, 1973, Copland and Ives onLP Desto DC 6439, 1975, Lees on LP Desto DC 7174, 1974)
- Rakhmàninov. The Complete Solo Piano Music, Vol. 1; Fantasy Pieces, Op. 3 (incl. Prelude in C sharp minor); Salon Pieces, Op. 10; Moments Musicaux, Op. 16. CD, Sony Classical SMK 48468, 1993 (new edition on 5 CDs of The Complete Works for Solo Piano on 7 LPs from CBS Masterworks M 32938/M 33430/M 33998/M 34532/M 35151/M 35836/M 35881, 1974–1981)
- Rakhmàninov. The Complete Solo Piano Music, Vol. 2; Piano Transcriptions; Chopin Variations. CD, Sony Classical SMK 48469, 1993 (new edition on 5 CDs of The Complete Works for Solo Piano on 7 LPs from CBS MasterworksM 32938/M 33430/M 33998/M 34532/M 35151/M 35836/M 35881, 1974–1981)
- Rakhmàninov. The Complete Solo Piano Music, Vol. 3; Sonatas No. 1, Op. 28 and No. 2, Op. 36; Corelli Variations. CD, Sony Classical SMK 48470, 1993 (new edition on 5 CDs of The Complete Works for Solo Piano on 7 LPs from CBS Masterworks M 32938/M 33430/M 33998/M 34532/M 35151/M 35836/M 35881, 1974–1981)
- Rakhmàninov. The Complete Solo Piano Music, Vol. 4; Preludes Op. 23 and Op. 32. CD, Sony Classical SMK 48471, 1993 (new edition on 5 CDs of The Complete Works for Solo Piano on 7 LPs from CBS Masterworks M 32938/M 33430/M 33998/M 34532/M 35151/M 35836/M 35881, 1974–1981)
- Rakhmàninov. The Complete Solo Piano Music, Vol. 5; Etudes-Tableaux, Op. 33 and Op. 39; Fragments; Lilacs; Daisies; Oriental Sketch; Two Fantasy Pieces. CD, Sony Classical SMK 48472, 1993 (new edition on 5 CDs of The Complete Works for Solo Piano on 7 LPs from CBS Masterworks M 32938/M 33430/M 33998/M 34532/M 35151/M 35836/M 35881, 1974–1981)
- Rakhmàninov. Romantic Piano Pieces: Morceaux de fantaisie, Op. 3; Morceaux de salon, Op. 10; Moments musicaux, Op. 16;3,5; Preludes, Op. 23;1,3,4,5,6,10; Preludes, Op. 32;2,5,10,12,13, Etudes-Tableaux, Op. 33;7 and Op. 39;2. CD, Sony Classical, SMK 89950, 2002 (collection of previously published material, 1974–1977)
- Rakhmàninov/Debussy/Skriabin/Prokofiev. Recital; Rakhmàninov: Prelude in C-sharp minor, Op. 3, No. 2; Debussy: Feu d’artifice, Bruyères, La fille aux cheveux de lin, Reflets dans l'eau; Skriabin: Etude in C-sharp minor, Op. 2, No. 1; Poem, Op. 32, No. 1; Sonata No. 9 in F, Op. 68 (“Black Mass”); Prokofiev: Sonata No. 3 in A minor, Op. 28. CD, Connoisseur Society 30CD-3020, 1980
- Debussy/Skriabin/ Rakhmàninov. Essential Piano Library, The Student's Essential Classics, with Earl Wild, Santiago Rodriguez, David Bar-Illan, Jorge Bolet, Gilbert Kalish; Ruth Laredo plays Debussy, The Girl with the Flaxen Hair (Preludes, Book I), Reflections in the Water (Images, Book I), Fireworks (Preludes, Book II); Skriabin, Etude in C-sharp minor Op. 2, No. 1; Rakhmàninov, Prelude in C-sharp minor, Op. 3, No. 2. 2 LPs Baldwin Piano Artists BDW-700/701, 1981
- Skriabin/Prokofiev/Barber. Essential Piano Library, Masters Perform Master Works. LP, Baldwin Piano Artists BDW-805, 1981
- Ravel. Miroirs, La Valse, Sonatine, Prelude in A major, Menuet sur le nom d'Haydn. CD, Sanctuary, 1998 (new edition of LP CBS Masterworks M 36734, 1982)
- Barber. Piano Sonata, Op. 26; Souvenirs, Op. 28; Nocturne, Op. 33 (Homage to John Field). CD, Sanctuary, 1998 (new edition of LP Nonesuch D 79032, 1982)
- Chopin. Mazurkas, Op. 6, Nos. 2 and 3; Op. 24, No. 2; Op. 33, No. 4; Op. 56, No. 2; Op. 63, No. 3; Waltzes, Op. 34, Nos. 1 and 2; Op. 42; Op. 69, No. 1; Op. 69, No. 2; Etude, Op. 25, No. 4; Nocturne, Op. 15, No. 1; Scherzo, Op. 20. CD, Sanctuary, 1998 (new edition of LP Nonesuch 71450, 1987; recorded 1982/1985)
- Tchaikovsky. The Seasons, Op. 37a; Polka de Salon, Op. 9, No. 2; Mazurka de Salon, Op. 9, No. 3; Humoresque, Op. 10, No. 2; Natha-Valse, Op. 51, No. 4. CD, Sanctuary, 1998 (new edition of LP Nonesuch Digital Stereo 79119, 1985)
- Fauré/Lili Boulanger/Ravel/Poulenc. French Masterpieces for flute and piano, Ruth Laredo (piano), Paula Robison (flute); Gabriel Fauré: Sonata in A major; Lili Boulanger: Nocturne; Maurice Ravel: Pièce en forme de Habanera; Francis Poulenc: Sonata. CD, Pergola, 2006 (new edition of CD Musical Heritage Society 2003 resp. LP Amerco 1991/1992; recorded in 1985)
- Beethoven. Sonatas No. 23 (Appassionata), No. 26 (Les Adieux), No. 3 and No. 20. CD, Second Hearing GS 9007, 1986; recorded live
- Ravel. Pièces pour 2 pianos, Ruth Laredo, Jacques Rouvier; Bolero, Mother Goose Suite, Sites Auriculaires, Frontispièce, La Valse. CD, Denon 33C37-7907, 1986
- Albéniz/Falla. Isaac Albéniz: Songs of Spain, Suite Española; Manuel de Falla: Three Dances from The Three-Cornered Hat, Suite from El Amor Brujo. CD, MCA Classics MCAD-6265, 1988
- Bach/Mozart/Beethoven/Chopin/Debussy/Robert Schumann/Prokofiev. My First Recital; Bach: Prelude No. 1 in C, BWV 846; Two-Part Invention No. 1 in C, BWV 772; Two-Part Invention No. 4 in d, BWV 775; Two-Part Invention No. 8 in F, BWV 779; Mozart: Fantasia in d, K. 397; Sonata in C, K. 545; Beethoven: Für Elise; Sonata No. 20 in G, Op. 49, No. 2; Chopin: Waltz in D, Op. 64, No. 1 (Minute Waltz); Waltz in A, Op. 69, No. 1; Grande Valse Brillante in E, Op. 18; Debussy: The Girl With the Flaxen Hair; Clair de Lune; Schumann: Kinderszenen (From Foreign Lands and People, A Curious Story, An Important Event, Dreaming [Träumerei]); Prokofiev: March from Peter and the Wolf. CD, ESS.A.Y CD1006, 1990
- Bach/Mozart/Beethoven/Robert Schumann/Debussy/Brahms/Chopin/Tchaikovsky/Khachaturian. My Second Recital; Bach: Jesu, Joy of Man's Desiring; Mozart: Rondo alla Turca; Beethoven: Sonata No. 24 in F-sharp major, Op. 78, Adagio Cantabile, Allegro Vivace; Schumann: Arabesque; Debussy: Sarabande; Brahms: Waltz, Op. 39, No. 2 in E major; Waltz, Op. 39, No. 3 in G-sharp minor; Waltz, Op. 39, No. 4 in E minor; Waltz, Op. 39, No. 5 in E major; Waltz, Op. 39, No. 15 in A-flat major; Waltz in Intermezzo in E-flat major, Op. 117, No. 1; Chopin: Mazurka in F-sharp minor; Waltz in C-sharp minor; Nocturne in F-sharp minor; Tchaikovsky: Humoresque, Natha-Valse, Barcarolle; Khachaturian: Toccata. CD, ESS.A.Y CD1026, 1991
- Stravinsky/ Rakhmàninov. Music from the Great Lakes Chamber Music Festival, Music for Two Pianos; James Tocco and Ruth Laredo; Stravinsky: Le Sacre du Printemps; Rakhmàninov: Suite No. 2 for 2 Pianos. CD, Gasparo GSCD-313, 1996; recorded 1995
- Rakhmàninov. Piano Concerto No. 3, Op. 30, Vladimir Feltsman (piano), Israel Philharmonic Orchestra (Zubin Mehta); Morceaux de salon Op. 10, Nos. 2, 3 and 7, Ruth Laredo (piano); Vocalise, Op. 34, No. 14, Nelly Lee (sprano), Novosibirsk Philharmonic Orchestra (Arnold Katz); Prelude, Op. 23, No. 5, Prelude, Op. 32, Nos. 5, 1, 7, 8 and 12, Ruth Laredo (piano); Symphonic Dances, Op. 45, Nos. 1, 2 and 3, Novosibirsk Philharmonic Orchestra (Arnold Katz); Etudes-Tableaux, Op. 39, Nos. 2, 5 and 6, Ruth Laredo (piano); Rhapsody on a Theme of Paganini, Op. 43, Vladimir Feltsman (piano), Israel Philharmonic Orchestra (Zubin Mehta). 2 CDs, Sony Classical SB2K 64 343, 1996
- Beethoven. 3 Sonatas; Sonata No. 23, Op. 57 (Appassionata); No. 17, Op. 31; No. 2 (Tempest); No. 26, Op. 81a (Les Adieux); Bagatelle for Piano in A minor (Für Elise); Bagatelle in B major. CD, Connoisseur Society CD-4210, 1997
- Mendelssohn/Robert Schumann/Clara Schumann/Brahms. Such Good Friends; Felix Mendelssohn: Introduction and Rondo capriccioso, Op. 14; Robert Schumann: Eight Fantasy Pieces, Op. 12 (Des Abends, Aufschwung, Warum?, Grillen, In der Nacht, Fabel, Traumes Wirren, Ende vom Lied); Clara Schumann: Romance, Op. 11, No. 1; Johannes Brahms: Intermezzi, Op. 117, Nos. 1, 2 and 3; Pieces for Piano, Op. 118, No. 2, 119, No. 1; Fantasia, Op. 116, No. 4. CD, Open Mike M 4022 (or Sanctuary CD 3001), 1999, recorded 1998
- Brahms. Piano Quartets No. 1, Op. 25, No. 2, Op. 26, No. 3, Op. 60, The Shanghai Quartet and Ruth Laredo (piano). 2 CDs, Arabesque Z6740-2, 2000; recorded April 1999
- Rorem. Chamber Music, Great Lakes Chamber Music Festival; Day Music: Ruth Laredo (piano), Philip Setzer (violin); War Scenes: Kurt Ollmann (baritone), Ned Rorem (piano); End of Summer: Elm City Ensemble. CD, Newport Classic NPD 85663, 2000; recorded June 1999